# Aura tünetegyüttes

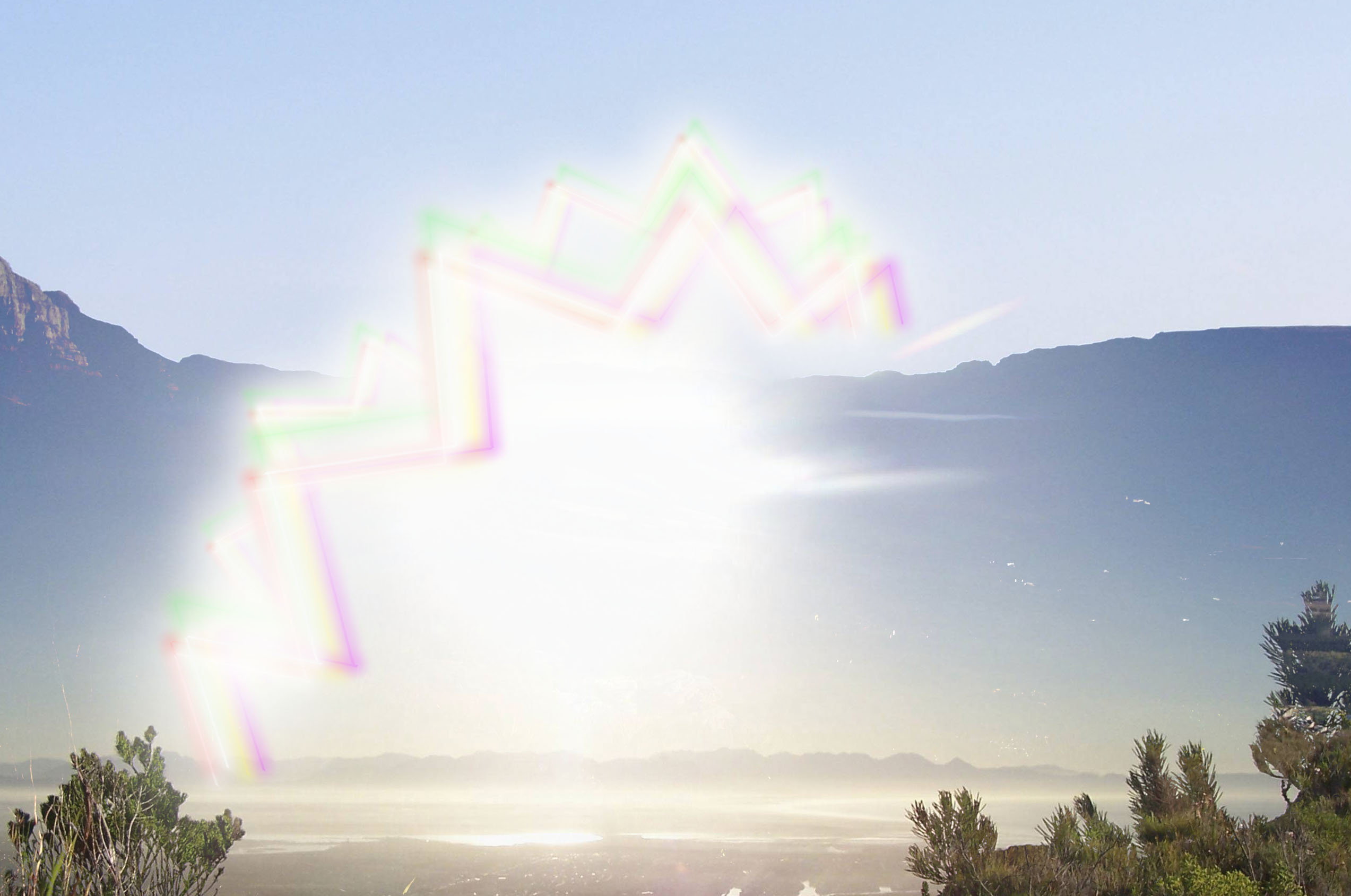
A migrénaura ábrázolása

Az aura tünetegyüttes két, a tüneteknek csak egy részében közös, és orvostörténeti okokból gyakran közösen tárgyalt tünetegyüttest is jelenthet, a migrénaurát és az epilepszia auráját. 
Ez a cikk a migrénes fejfájást megelőző, illetve az epilepsziát megelőző két tünetegyüttes közötti hasonlóságokat, eltéréseket és összefüggéseket tárgyalja. A két aura tünetegyüttessel külön foglalkozik a Migrénaura és az Aura (epilepszia) cikk.
Migrénaura, a migrént előre jelző tünetegyüttes, ami a rohamot néhány perccel vagy akár egy órával is megelőzheti. Többnyire egy fejfájással járó szakasz követi, de azt követő fejfájás nélkül is felléphet, és a fejfájás is felléphet azt megelőző aura nélkül.
Az epilepsziás rohamot megelőző tünetegyüttes a rohamot csak egészen rövid idővel előzi meg, bár mivel az érintettek a tüneteket már ismerik, hozzásegítheti őket ahhoz, hogy még idejében lefeküdjenek a földre, vagy hogy a jelenlevőknek jelezzék a roham közeledtét. Az epilepsziás rohamot sem feltétlenül előzi meg aura.
Egyes vizsgálatok arra utalnak, hogy a két cerebrális rohambetegség, a migrén és az epilepszia hátterében esetleg hasonló okok rejtőznek, és kimutathatóak hasonló, sőt összetéveszthető klinikai jelenségek is. Epidemiológiai tanulmányok szerint a két betegség együttes előfordulása gyakoribb annál, mint ami a véletlen egybeesésekkel magyarázható lenne.
„Az epilepszia és a migrén, különösen gyerekkorban, hasonló szimptómákat mutathatnak. Elsősorban például azok az tág körű érzékletek, amik azt követő fejfájás nélkül lépnek fel („migräne accompagnée sans migraine”), gyakran nehezen különböztethetőek meg egy epilepsziás Jackson-rohamtól („march”).
Az aura könnyen összetéveszthető a pánikbetegség, vagy a félelem egy rohamával, továbbá összetéveszthető a szélütéssel is, és mindez megnehezíti a diagnosztizálását.

## Fordítás
- Ez a szócikk részben vagy egészben az Aura (Symptom) című német Wikipédia-szócikk ezen változatának fordításán alapul.  Az eredeti cikk szerkesztőit annak laptörténete sorolja fel. Ez a jelzés csupán a megfogalmazás eredetét és a szerzői jogokat jelzi, nem szolgál a cikkben szereplő információk forrásmegjelöléseként.
- Ez a szócikk részben vagy egészben az Aura (symptom) című angol Wikipédia-szócikk ezen változatának fordításán alapul.  Az eredeti cikk szerkesztőit annak laptörténete sorolja fel. Ez a jelzés csupán a megfogalmazás eredetét és a szerzői jogokat jelzi, nem szolgál a cikkben szereplő információk forrásmegjelöléseként.